# Guerra franco-prusiana
La guerra franco-prusiana (en alemán: Deutsch-Französischer Krieg; en francés: Guerre franco-allemande) fue un conflicto bélico que se libró entre el 19 de julio de 1870 y el 10 de mayo de 1871 entre el Segundo Imperio francés (y después de la caída del régimen, por la Tercera República Francesa) y el Reino de Prusia (y posteriormente, Imperio alemán), con el apoyo de la Confederación Alemana del Norte y los reinos aliados de Baden, Baviera y Wurtemberg. El conflicto marcó el estallido de la tensión entre las dos potencias, que se acrecentó tras el fracaso del proyecto de Napoleón III de anexar Luxemburgo aunque el intento de anexión se solucionó pacíficamente con el Tratado de Londres (1867), fue un suceso que causó el final de una relación relativamente equilibrada con la Prusia de Otto von Bismarck. La tensión se hizo mayor debido a la creciente influencia, no tolerada por Francia, ejercida por los Estados alemanes en el sur del río Meno, y la dirección de Prusia ejercida dentro de la Confederación Alemana del Norte (estado creado en 1867 tras la victoria de Prusia en la guerra austro-prusiana).
Francia movilizó su ejército el 15 de julio de 1870, lo que llevó a la Confederación del Norte de Alemania a responder con su propia movilización ese mismo día. El 16 de julio de 1870, el parlamento francés (Corps législatif) votó a favor de declarar la guerra a Prusia y Francia invadió territorio alemán el 2 de agosto. La coalición alemana movilizó sus tropas con mucha más eficacia que la francesa e invadió el noreste de Francia el 4 de agosto. Las fuerzas alemanas eran superiores en número, adiestramiento y liderazgo y hacían un uso más eficaz de la tecnología moderna, en particular del ferrocarril y la artillería.
Una serie de reñidas victorias prusianas y alemanas en el este de Francia, que culminaron con el sitio de Metz y la batalla de Sedán, dieron como resultado la captura del emperador francés Napoleón III y la derrota decisiva del ejército del Segundo Imperio. El 4 de septiembre se formó en París un Gobierno de Defensa Nacional que continuó la guerra durante otros cinco meses. Las fuerzas alemanas lucharon y derrotaron a nuevos ejércitos franceses en el norte de Francia, y después asediaron París durante más de cuatro meses antes de que cayera el 28 de enero de 1871, poniendo fin efectivo a la guerra. Terminó con la completa victoria de Prusia y sus aliados. En los últimos días de la guerra, con la victoria alemana casi asegurada, los estados alemanes proclamaron su unión como Imperio alemán bajo el rey prusiano Guillermo I y el canciller Bismarck. Con las notables excepciones de Austria y la Suiza alemana, la inmensa mayoría de germanoparlantes se unieron por primera vez bajo un Estado-nación. Tras un armisticio con Francia, el 10 de mayo de 1871 se firmó el Tratado de Fráncfort, por el que se concedían a Alemania miles de millones de francos en reparaciones de guerra, así como la mayor parte de Alsacia y partes de Lorena, que se convirtieron en el Territorio imperial de Alsacia y Lorena (Reichsland Elsaß-Lothringen).
La guerra franco-prusiana y la guerra de Crimea fueron los dos conflictos más importantes que se libraron en Europa después de las guerras napoleónicas y de forma previa a la Primera Guerra Mundial, y tuvo un impacto duradero en Europa. La consecuencia más importante fue la creación del Imperio alemán, el cual mantuvo un papel muy influyente en las relaciones políticas internacionales de las décadas siguientes. Al acelerar la unificación alemana, la guerra alteró significativamente el equilibrio de poder en el continente, y el nuevo Estado alemán reemplazó a Francia como potencia terrestre europea dominante. Bismarck mantuvo una gran autoridad en asuntos internacionales durante dos décadas, desarrollando una reputación de Realpolitik que elevó la estatura e influencia mundial de Alemania. La debacle francesa también trajo el fin del Segundo Imperio de Napoleón III y, con la caída de este, la subordinación temporal del papel de Francia en comparación con los otros poderes de las familias europeas. El fin de la segunda época imperial de Francia significó el inicio de la Tercera República francesa, el primer gobierno republicano duradero, que, en tamaño e influencia, se convirtió en el régimen republicano más importante entre los que entonces existían en el continente europeo. El resentimiento por el manejo de la guerra por parte del gobierno francés y sus consecuencias desencadenó la Comuna de París, un levantamiento revolucionario que tomó el poder y lo mantuvo durante dos meses antes de ser sangrientamente reprimido, acontecimiento que habría de influir en la política y directrices de la Tercera República.

## Causas
Uno de los contemporáneos de Bismarck, un diplomático italiano, dijo una vez en francés que la mejor política es la política del egoísta. En otras palabras: que el enfoque político óptimo es que cada país persiga sus propios intereses nacionales.
Josef Becker, de la Universidad de Augsburgo

La causa fundamental de la guerra es la ruptura del equilibrio de poder que se había establecido en Europa en el Congreso de Viena de 1815, tras el rotundo éxito obtenido por Prusia en la guerra contra Austria. Ocurrió, en efecto, que al final de la guerra, después de la decisiva victoria de Sadowa, Bismarck se apresuró a extender el control prusiano a la mayor parte del norte de Alemania, incluyendo el territorio de Schleswig-Holstein, Hannover, Hesse-Kassel, Nassau, y la ciudad de Fráncfort del Meno. Berlín estuvo a punto de conseguir el dominio de Sajonia, Hesse-Darmstadt, Mecklemburgo, los ducados de Turingia y las ciudades libres de Hamburgo, Lubeca y Bremen, bajo la influencia de Prusia en la Confederación Alemana del Norte. De hecho, si no estalló inmediatamente la guerra fue únicamente porque Bismarck deseaba hacer que creciera el sentimiento nacional alemán y Napoleón III necesitaba tiempo para completar la reforma modernizadora en el ejército.
Durante 1868 hubo una crisis más aguda. Ese año, Bismarck intentó construir una nueva y más fuerte unión aduanera con el sur de Alemania (después de haber perdido el Zollverein, luego reformado sustancialmente), por medio del establecimiento de un Zollparlament ('parlamento de aduanas', en alemán): esta acción fue interpretada como un nuevo desafío a la autoridad francesa. En 1866, de hecho, durante las negociaciones para un armisticio entre los prusianos y los austríacos, Napoleón III se había opuesto enérgicamente a una unión de Prusia con los Estados alemanes del sur. El emperador entonces ordenó la movilización del ejército en el verano, amenazando con iniciar una guerra si Bismarck pretendía anexar alguno de los tres estados del sur de Alemania: Baviera, Wurtemberg y Baden.

El requisito decisivo de que una guerra contra Francia se convirtiera en una guerra nacional de unificación de Alemania, era que pareciera que la ofensiva no llegara de Prusia.
Josef Becker, de la Universidad de Augsburgo

### Francia se prepara

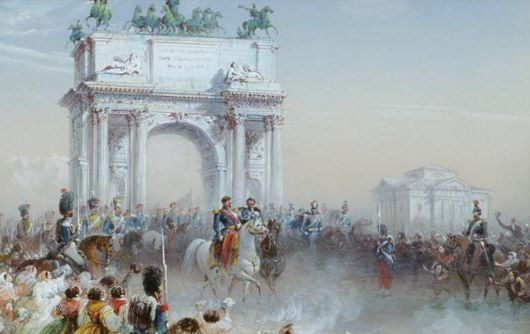
Víctor Manuel II y Napoleón III en Milán, el 8 de junio de 1859.

La Francia del Segundo Imperio aspiraba a ocupar una posición de máximo prestigio y poder en Europa. En 1870, París había completado una extensa labor de reestructuración urbana y modernización comenzada en 1852 por Georges Eugène Haussmann. La capital francesa, con una población de dos millones de habitantes, rivalizaba con Londres en términos de tamaño e influencia. El Ejército francés había logrado una buena victoria entre 1854 y 1856 en la guerra de Crimea, mientras que en Italia el recuerdo de la intervención francesa en apoyo del Reino de Cerdeña-Piamonte y la clara victoria de la alianza italiana-francesa lograron, gracias a las buenas actuaciones del ejército (en la guerra de Independencia italiana), una huella indeleble en el poder militar bonapartista.
Sin embargo, la posición de Francia en Europa, se vio socavada por la creciente influencia de Prusia; también hubo dificultades internas debido al hecho de que Napoleón III había perdido gran parte de su prestigio en el país. Subvirtió la Segunda República Francesa el 2 de diciembre de 1851 por medio de un golpe de Estado y estableció el Segundo Imperio. La promulgación al año siguiente de una constitución le dio el poder absoluto. En esos mismos años, el nuevo emperador tuvo que lidiar con las presiones de los líderes republicanos que exigían la puesta en práctica de reformas democráticas y la constante amenaza de una revolución.
A pesar de los problemas políticos internos, la Francia de 1870 había consolidado su posición militar (reforzada por la realización de un proceso de reforma del ejército) mejorada respecto a la de hace tres años, y se veía capaz de lidiar con el conflicto con Prusia. Las presiones del nacionalismo, un gobierno formado por ministros antiprusianos, el desastre de la segunda intervención francesa en México y la imposibilidad de lograr mediante la diplomacia el consenso en el país, permitieron acercarse inexorablemente hacia la guerra.

### La sucesión al trono de España
El detonante final de la crisis fue la candidatura del príncipe Leopoldo al trono de España, a propuesta del entonces presidente del Consejo de Ministros, el general Juan Prim.[cita requerida] Aquello favorecía mucho a Prusia, que adquiría de tal modo una gran ventaja estratégica sobre Francia. Por tal motivo, Napoleón III, presionado por la opinión pública, maniobró para impedir que Leopoldo se sentara en el trono español, logrando que el padre de este, Carlos Antonio de Hohenzollern-Sigmaringen, renunciara públicamente en nombre de su hijo.
A pesar de dicha renuncia, el Estado francés consideró insuficiente las garantías verbales dadas por Carlos y ordenó desplazar un embajador a Bad Ems, donde se encontraba veraneando el rey de Prusia Guillermo I, para lograr una renuncia pública por escrito de Leopoldo a esta candidatura. Este encuentro daría pie al famoso incidente del telegrama de Ems, que Napoleón III tomaría como pretexto para iniciar la guerra. Sucedía que el cada vez más desacreditado Segundo Imperio no desaprobaba la idea de lanzarse a una aventura bélica contra Prusia, considerando que las demandas de reformas políticas en el autocrático Segundo Imperio francés requerían ser enfrentadas con un acontecimiento que «uniera a la nación». Se daba el caso, además, de que la segunda intervención francesa en México había acabado en desastre tres años antes.
Igualmente, Bismarck había logrado impedir que Austria aspirase a la hegemonía de los Estados germánicos, gracias al rotundo triunfo prusiano en la guerra de las Siete Semanas, pero ahora ansiaba unir bajo dominio prusiano a los Estados del sur de Alemania que aún mantenían su independencia; en tal sentido, excitar el patriotismo ante una supuesta «agresión francesa» parecía el remedio más sencillo con el cual Prusia podría asegurarse el papel de «Estado rector» en Alemania. No obstante, Bismarck quería que fuera Francia la que atacara primero, para así no quedar como agresor y que aquello le facilitara las cosas.

### El incidente del telegrama de Ems

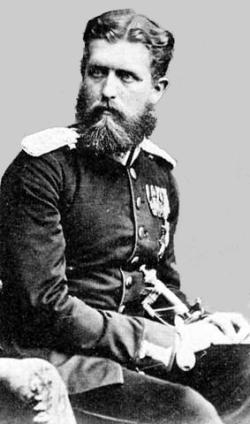
Leopoldo de Hohenzollern-Sigmaringen, el candidato al trono español vacante.

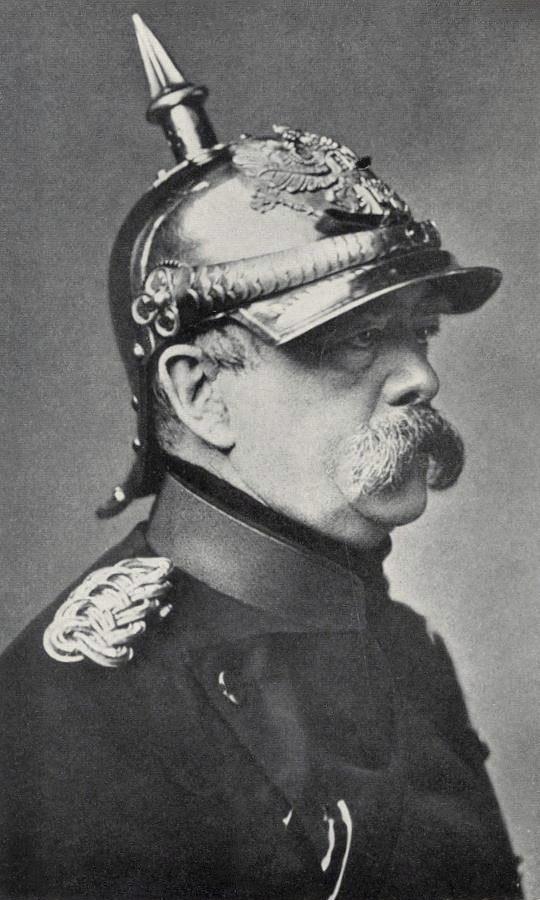
Otto von Bismarck (con casco Pickelhaube), canciller de Prusia y autor del detonante de la guerra.

Tras el encuentro entre Guillermo I y el embajador francés en Bad Ems en el que el primero se negó en redondo a las peticiones del segundo de que nunca aprobara la candidatura de un Hohenzollern al trono español, Guillermo I ordenó a su consejero privado Abeken que informara por vía telegráfica al canciller Otto von Bismarck. Lo que el rey de Prusia no sabía era que estaba poniendo en manos del «canciller de hierro» la herramienta que le permitiría iniciar la guerra como y cuando deseara. A tal fin, Bismarck redactó un comunicado de prensa en el que supuestamente resumía el contenido del telegrama pero en realidad lo falseaba para que el embajador francés quedara humillado. 

Tras el informe del rey, Bismarck redactó el telegrama de Ems, cuyo objetivo era provocar —y lo hizo—. Bismarck se hacía cargo de que si Napoleón III no perdía el trono y la dinastía no llegaba a su fin, el monarca francés no tendría otra alternativa que declarar la guerra a Prusia.
Josef Becker, de la Universidad de Augsburgo

El telegrama original decía así:[cita requerida]

Su Majestad el Rey me escribe:

«M. Benedetti me interceptó en el paseo a fin de exigirme, insistiendo en forma inoportuna, que yo le autorizara a telegrafiar de inmediato a París, que me comprometería, de ahora en adelante, a abstenerme de dar mi aprobación para que se renueve la candidatura de los Hohenzollern. Rehusé hacer esto, la última vez con cierta severidad, informándole que no sería posible ni correcto asumir tales obligaciones (para siempre jamás). Naturalmente, le informé que no había recibido ninguna noticia aún y, ya que él había sido informado antes que yo por la vía de París y Madrid, él podía fácilmente entender por qué mi gobierno estaba otra vez fuera de la discusión».

Desde entonces, Su Majestad ha recibido noticias del príncipe (padre del candidato Hohenzollern al trono español). Su Majestad ya había informado al conde Benedetti que estaba esperando este mensaje; mas, en vista de la exigencia arriba mencionada y en consonancia con el consejo del conde Eulenburg y mío, decidió no recibir de nuevo al enviado francés, sino informarle a través de un ayudante, que Su Majestad había recibido, ahora, confirmación de las noticias que Benedetti ya había recibido de París y que él no tenía nada más que decir al embajador.

Su Majestad deja a juicio de Su Excelencia comunicar o no, de manera inmediata, a nuestros embajadores y a la prensa, la nueva exigencia de Benedetti y el rechazo de la misma.

Bismarck, por su parte, «resumió» así el contenido del telegrama:

Después de que los informes acerca de la renuncia del príncipe heredero de Hohenzollern fueran oficialmente transmitidos por el Gobierno Real de España al Gobierno Imperial de Francia, el embajador francés presentó ante Su Majestad el Rey, en Ems, la exigencia de autorizarle a telegrafiar a París que Su Majestad el Rey habría de comprometerse a abstenerse de dar su aprobación para que la candidatura de los Hohenzollern se renueve.

Su Majestad el Rey, por lo tanto, rechazó recibir de nuevo al enviado francés y le informó por medio de su ayudante que Su Majestad no tenía nada más que decir al embajador.

La treta de Bismarck funcionó: el 19 de julio de 1870 Napoleón III declaró la guerra a Prusia.

## Desarrollo de la guerra

### Primeros movimientos
El 24 de julio comenzó el despliegue de las tropas prusianas entre el río Rin y el Mosela, completado con gran velocidad gracias al desarrollo de los medios y vías de ferrocarril. En 18 días fueron movilizados 1 183 000 hombres. Tres cuerpos de ejército se quedaron en Alemania, con el fin de contrarrestar cualquier ataque austrohúngaro o para contener cualquier posible invasión por mar a través del Báltico. Francia, sin embargo, a causa de una mala logística,[cita requerida] logró movilizar solo 288 000 hombres.

### Plan de guerra francés

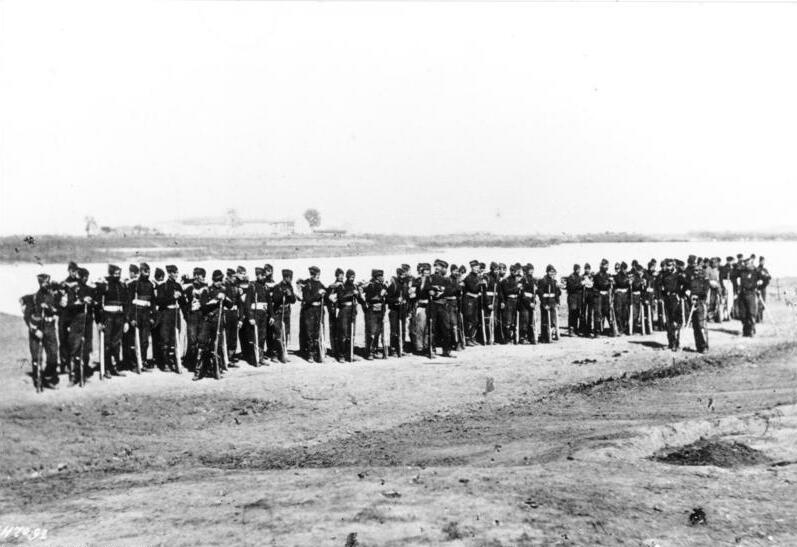
Soldados franceses haciendo ejercicios en el campo, en la isla Chambière en las afueras de Metz, 1870.

De acuerdo con el plan de guerra formulado por el difunto mariscal Ney, Francia lanzaría una ofensiva desde Thionville y Tréveris en la Renania. Este plan, que no se convirtió en un proyecto final, fue abandonado en favor del general Charles Auguste Frossard, marcado por una actitud de esperar y observar, tenía previsto desplegar una posición defensiva en el Rin esperando el ataque prusiano. Después de la visita en febrero del mariscal de campo austríaco Alberto de Habsburgo-Teschen (un veterano de 1866 y con ganas de venganza contra los prusianos), Napoleón III emprendió modificaciones inusuales en el plan de Frossard. Anticipándose a la entrada en la guerra de Austria-Hungría, los franceses, con sus fuerzas divididas en dos grupos, uno en una posición defensiva en Metz y el otro con la orden de ataque en Estrasburgo, debían proceder basándose en este último grupo en el Palatinado con el fin de separar a Prusia y «liberar» a los estados alemanes del sur. Este plan, sin embargo, era arriesgado y podría resultar en la separación del ejército francés a la izquierda y derecha de los Vosgos. Por lo tanto, Napoleón III decidió organizar sus fuerzas en tres ejércitos: el ejército del Rin sujeto a su control, el de Alsacia en Estrasburgo agrupado y guiado por el mariscal de Francia Patrice de Mac-Mahon (I Corps) y el ejército de Chalons bajo el mando de François Certain de Canrobert (VI Corps). Más tarde se dio al mariscal Bazaine el mando temporal de todas las unidades de Lorena.
La elección del emperador de enfocar la estructura de mando en torno a su persona, lo que limitaba drásticamente la posibilidad de iniciativas autónomas de generales individuales, era muy perjudicial para la eficiencia del ejército, como sucedió en el caso de los sucesos que llevaron al asedio de Metz.

### Plan prusiano

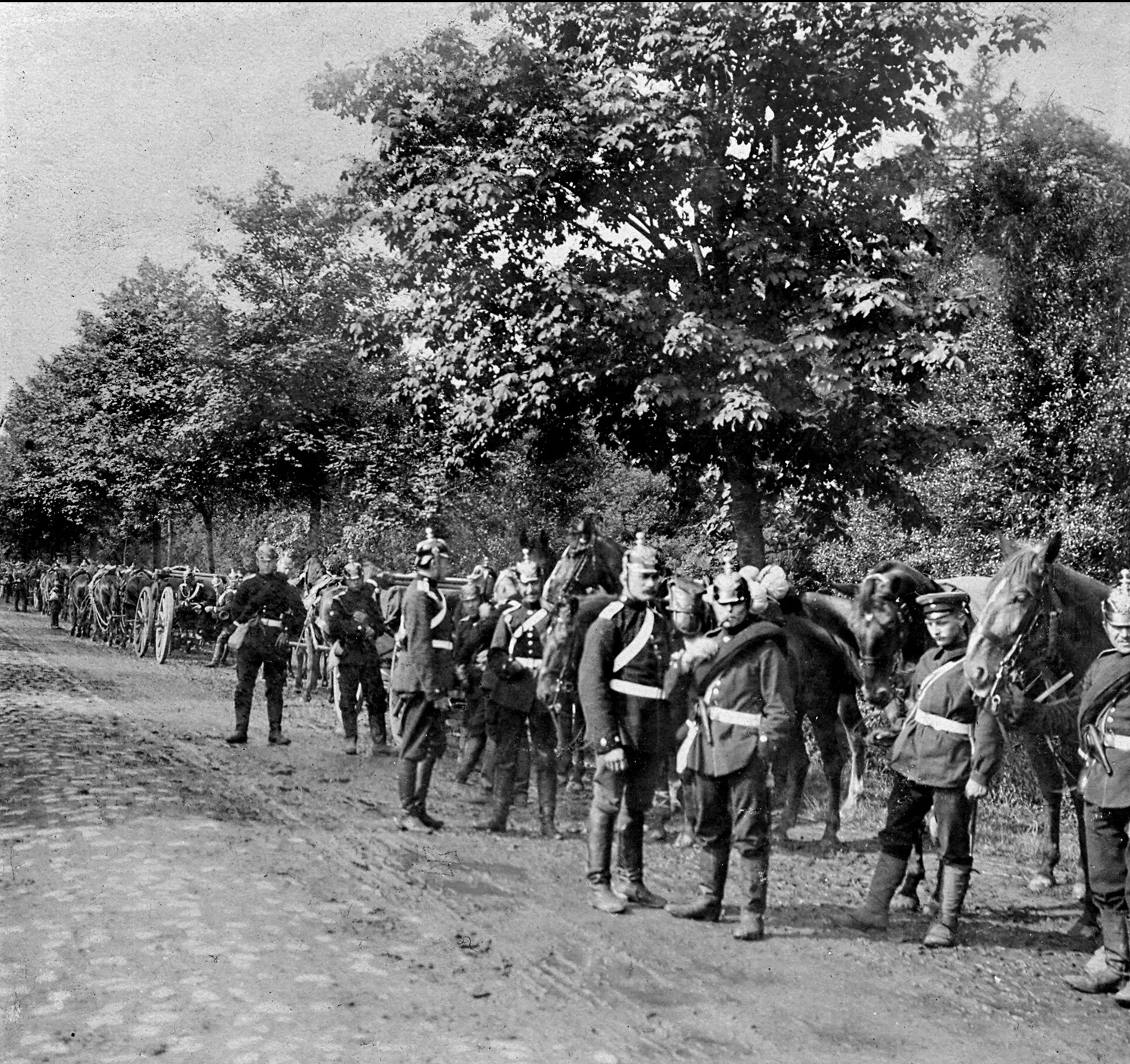
Columna de artillería de campaña prusiana en Torcy en septiembre de 1870.

El alto mando prusiano, bajo la dirección del capaz estratega Helmuth von Moltke elaboró un plan de movilización basado en la descentralización de los trabajos previos, que estarían a cargo de los altos mandos en las distintas comandancias generales. De una manera diferente a Le Bœuf, que dirigió la preparatoria de la guerra sin un plan coherente, Von Moltke tenía un plan desde 1866. La clave del éxito militar de Moltke se debió a la introducción de dos nuevos elementos básicos en la estrategia bélica: la utilización de la red de ferrocarriles y del telégrafo para asegurar el adecuado movimiento y transporte de las tropas, junto con la introducción del fusil de aguja, que triplicó la velocidad del disparo de la carabina tradicional.

### Desarrollo
El Estado Mayor francés planeó avanzar hacia el este lo más rápido que pudiera e iniciar las hostilidades en territorio alemán. Ya en los primeros días de agosto de 1870, el ejército francés, considerado como uno de los mejores de Europa, comenzó a sufrir serios reveses. Batalla tras batalla, los franceses se veían forzados a introducirse cada vez más en su país. Tras unas pocas semanas, el ejército alemán luchaba en pleno territorio enemigo.
Aunque las fuerzas alemanas tuvieron éxito ante el ejército francés, se habían formado filas de partisanos franceses tras las líneas de la batalla que atacaron las rutas alemanas de abastecimiento. Los partisanos eran una amenaza impredecible y constante para las tropas alemanas.

Su uniforme era diferente del que llevaban las tropas del ejército regular, pero los partisanos no eran una fuerza regular. En 1868, se aprobó una ley imperial que determinó el estatus legal de los partisanos. Sin embargo tenían que vestirse y armarse con su propio dinero, y lo que es indiscutible es que no estaban demasiado integrados en la estructura de mando del ejército imperial. Los partisanos eran un gran problema para el ejército unido pruso, bávaro y sajón, y el alto mando (prusiano) la consideraba una forma ilegítima de hacer la guerra.
Coronel Gérard Bieuville, Museo del Ejército, París

El alto mando alemán adoptó medidas severas para combatir el movimiento de los partisanos franceses:

Los partisanos deben ser considerados criminales, deben enfrentarse de inmediato a la Corte Marcial y se les podrá aplicar la pena de muerte. Si un tirador no identificado dispara contra soldados alemanes en una aldea, se pedirá cuentas a toda la aldea.
General Von Moltke, jefe del Estado Mayor alemán; 24 de febrero de 1870

Tras las numerosas derrotas que había sufrido en las primeras semanas de guerra, el ejército francés se retiró a Sedán (en el norte de Francia) para ganar algo de espacio. Pero las fuerzas alemanas le perseguían incesantemente y rodearon al ejército francés por todas partes.

### Debacle francesa

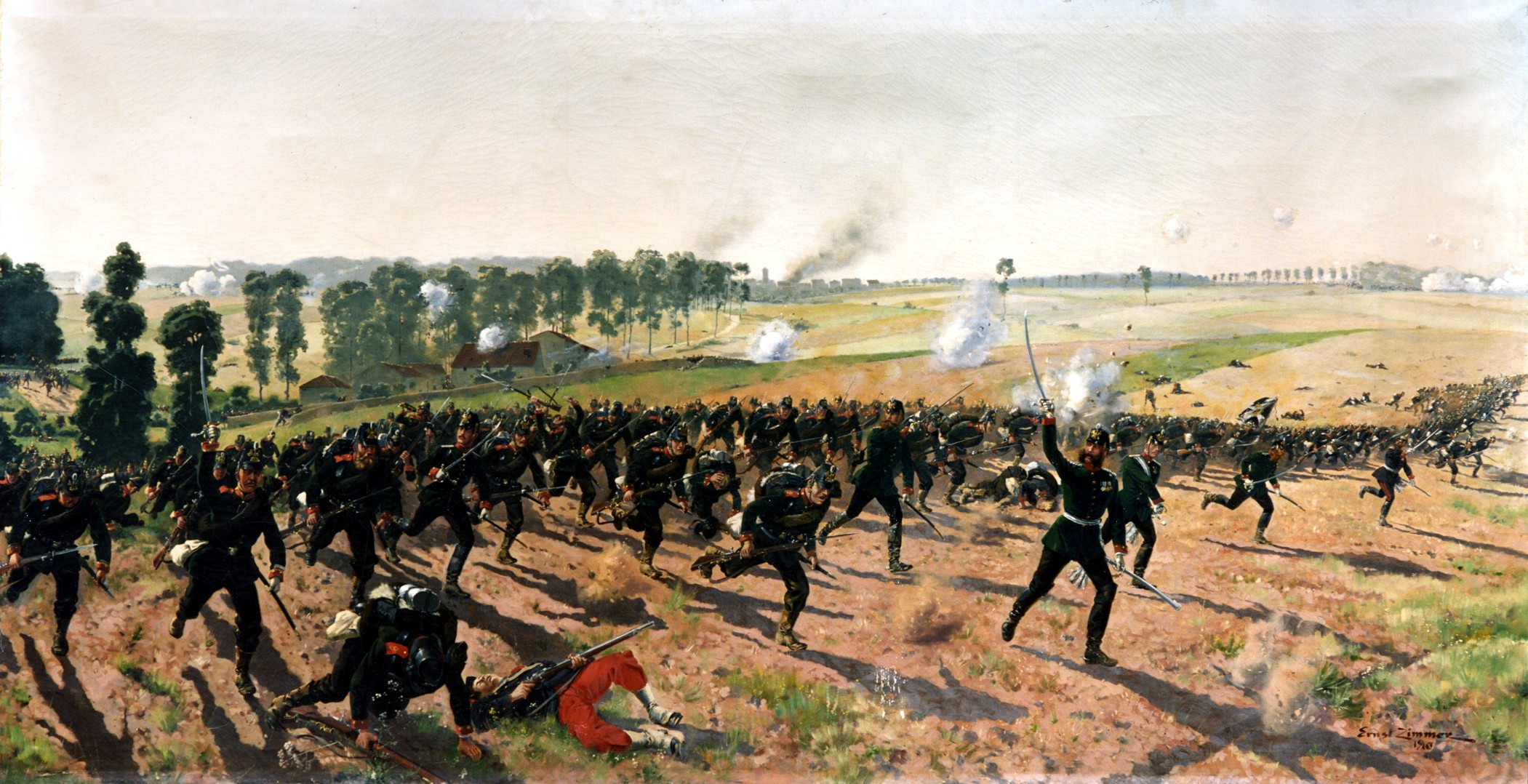
El batallón de cazadores n.º 9 de Lauenburg en Gravelotte, por Ernst Zimmer.

La batalla de Gravelotte terminó con una gran victoria estratégica prusiana a pesar de las dificultades, los errores tácticos y las grandes pérdidas humanas causadas por el fuego mortal de las armas francesas. El choque representó un punto crucial de toda la guerra, sellando el destino del ejército del mariscal Bazaine, que contaba con las mejores tropas del ejército francés. Von Moltke constituía entonces un cuarto ejército de 120 000 hombres, que contaba con una parte del segundo ejército. Esto, que incluía el XII Cuerpo Sajón, el cuarto cuerpo y la Guardia prusiana, fue llamado «ejército del Mosa» y se colocó bajo el mando del príncipe Alberto de Sajonia, con la intención de operar en conjunto con el Tercer Ejército de Prusia y marchar en dirección hacia las fuerzas francesas que se encontraban reorganizándose en el Marne. Solo el Mosa separaba a los dos ejércitos, por lo que el Alto Mando había decidido realizar un gran ataque (Kesselschlacht o Zirkelschlacht en la terminología del ejército prusiano) por la mañana. Durante la madrugada, los ingenieros alemanes construyeron un puente flotante sobre el río que los separaba.

### Batalla de Sedán y rendición de Napoleón III

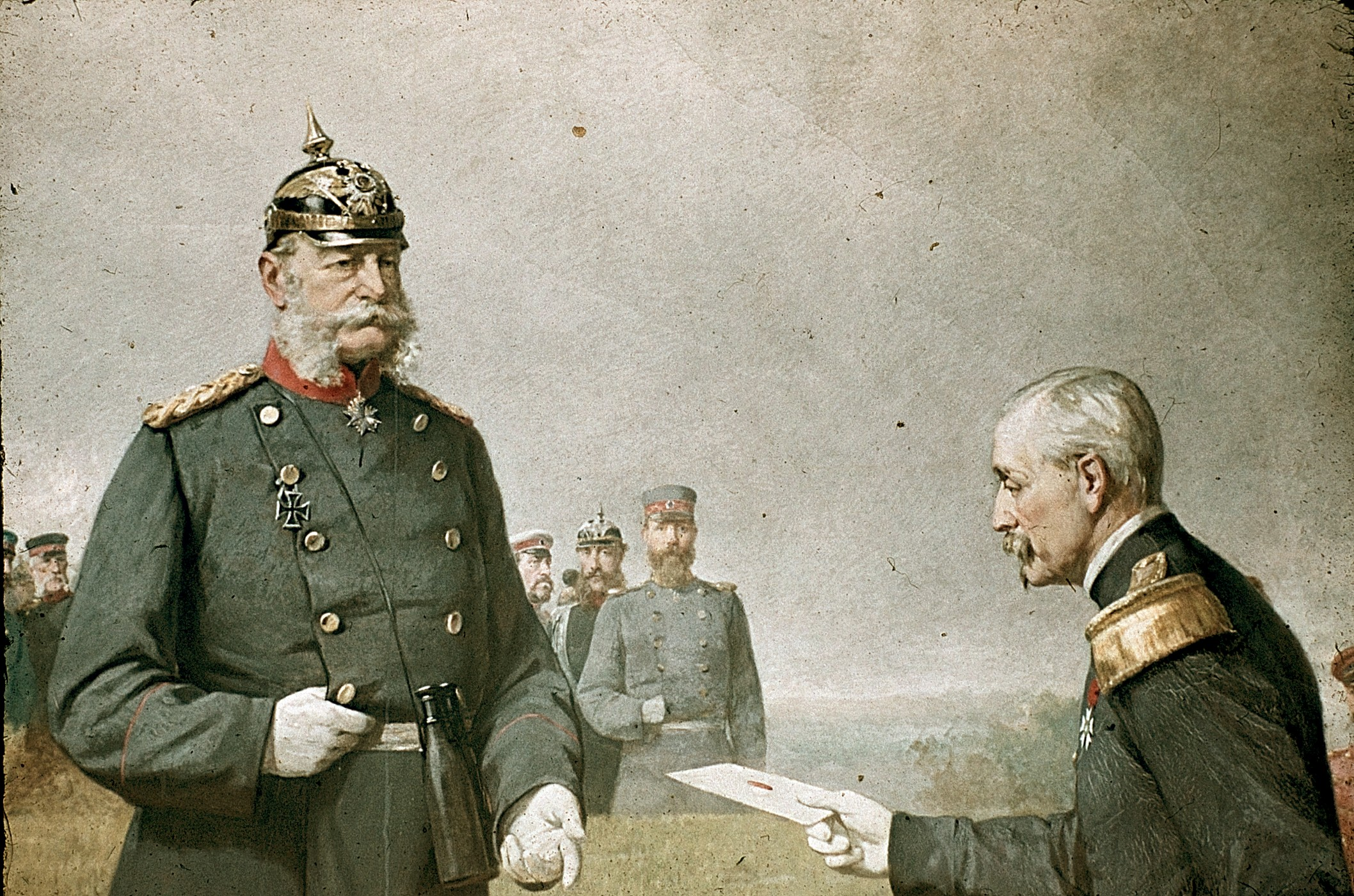
El general Reille entrega a Guillermo I la carta de rendición de Napoleón III.

La batalla de Sedán se libró entre el 1 y 2 de septiembre de 1870. El resultado fue la captura del emperador Napoleón III junto con su ejército y decidió en la práctica la guerra en favor de Prusia y sus aliados, si bien la lucha continuó bajo un nuevo gobierno francés republicano.
Tras la derrota del Ejército del Rin, al mando del mariscal Aquiles Bazaine, en la batalla de Gravelotte, este fue obligado a retirarse a Metz, donde fue sitiado por 150 000 efectivos del Primer y Segundo ejércitos prusianos. El emperador Napoleón III, junto al mariscal Patrice Mac-Mahon, reclutó al nuevo Ejército de Châlons para marchar sobre Metz y rescatar a Bazaine. Con el emperador dirigiendo personalmente al ejército y el mariscal MacMahon como ayudante, guiaron al Ejército de Chalôns en una marcha por el flanco izquierdo hacia la frontera belga, en un intento de evitar a los prusianos antes de atacar hacia el sur para reunirse con Bazaine.
Los prusianos, bajo el mando de Von Moltke, aprovecharon esta maniobra para capturar a los franceses en una tenaza. Tras dejar al primer y segundo ejércitos prusianos asediando Metz, Moltke maniobró con el Tercer Ejército y el Ejército del Mosa hacia el norte, encontrándose con los franceses en Beaufort el 30 de agosto. Tras una dura batalla, en la que los franceses perdieron 5000 hombres y 40 cañones, MacMahon se retiró hacia Sedán. Tras replegarse en la ciudad, el Ejército de Chalôns fue rápidamente aislado por los dos ejércitos prusianos que convergían hacia la zona.
Napoleón III ordenó a su ejército romper el cerco inmediatamente. Sustituyendo a MacMahon, herido el día anterior, el general Auguste Ducrot tomó el mando de las tropas francesas en el campo.
El 1 de septiembre de 1870 comenzó la batalla. El Ejército de Chalôns, con 202 batallones de infantería, 80 escuadrones de caballería y 564 cañones de artillería, atacó a los circundantes Tercer Ejército Prusiano y Ejército del Mosa, que comprendían 222 batallones de infantería, 186 escuadrones de caballería y 774 cañones. El general De Wimpffen, comandante del V Cuerpo Francés de reserva, esperaba poder lanzar un ataque combinado de infantería y caballería sobre el XI Cuerpo Prusiano. Sin embargo, hacia las 11:00 la artillería prusiana martilleaba las posiciones francesas mientras llegaban nuevos refuerzos germanos al campo de batalla. Tras un intenso bombardeo, cargas prusianas desde el este y noroeste, y ataques bávaros desde el suroeste, el Ejército de Chalôns fue repelido hacia Bois de la Garenne, donde capituló. La caballería francesa, comandada por el general Marguerite, lanzó tres ataques desesperados en la cercana aldea de Floing, donde se había concentrado el XI Cuerpo Prusiano. Marguerite cayó en combate liderando la primera de estas cargas, y las dos siguientes no tuvieron más fruto que importantes pérdidas para los franceses.
Al final de la jornada, ya sin esperanzas de romper el asedio, Napoleón III ordenó un alto el fuego: 17 000 franceses habían muerto o caído heridos, y otros 21 000 habían sido capturados. Las pérdidas prusianas ascendían a 2320 hombres muertos, 5980 heridos y 700 capturados o desaparecidos.
Al día siguiente, 2 de septiembre de 1870, Napoleón III ordenó izar bandera blanca, rindiéndose con todo el Ejército de Chalôns a Moltke y al rey prusiano.

### El Gobierno de Defensa Nacional y el sitio de París

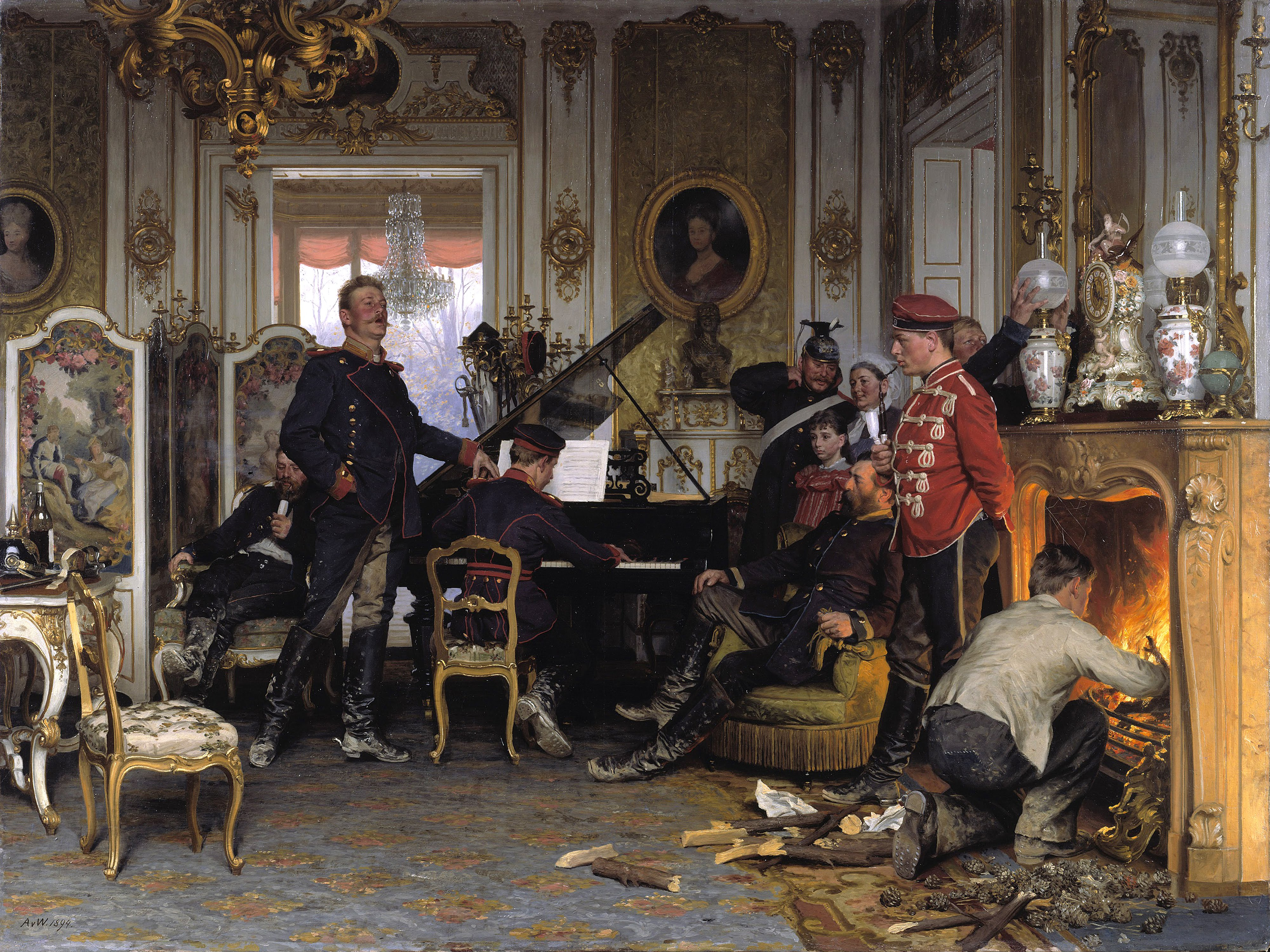
Tropas prusianas acuarteladas en el castillo de Brunoy, en las afueras de París. Pintura de Anton von Werner (1894).

La rendición de Napoleón III no puso fin a la guerra, pues cuando la noticia llegó a París, un levantamiento popular daría pie a la proclamación de la Tercera República, la cual nombró un Gobierno de Defensa Nacional presidido por el general Louis Jules Trochu y del que formarían parte destacadas figuras políticas de los años siguientes, como Jules Ferry o Léon Gambetta. Bismarck esperaba lograr una rendición rápida, pero no existiendo una autoridad legítima con la que negociar (el emperador estaba prisionero, la emperatriz Eugenia de Montijo exiliada y el Gobierno así formado no tenía mandato electoral alguno), ordenó a sus tropas que sitiaran la capital francesa. Para el día 20 de septiembre, el cerco era una realidad.
Entretanto, el nuevo Gobierno de Defensa Nacional, que inicialmente estaba dispuesto a una rendición a cambio de algunas colonias y reparaciones de guerra, al oír las durísimas condiciones que exigía el canciller germano para la rendición (exigía la entrega de Alsacia, Lorena y diversas fortificaciones fronterizas), optó por continuar la guerra a toda costa, pero a pesar de sus proclamas de que no se cedería ni un palmo de terreno, no consiguió ni siquiera reducir el ritmo del implacable avance alemán. No obstante, el nuevo ministro de Defensa, Léon Gambetta, consiguió atravesar las líneas germanas en globo y empezó a organizar el reclutamiento de nuevas tropas que debían atacar desde fuera a los sitiadores así como organizar guerrillas. No sin dificultades, las tropas alemanas consiguieron vencer una y otra vez a dichas tropas en batallas como la de San Quintín y la de Lisaine.

### El fin de la guerra
Ante los constantes reveses sufridos por las nuevas tropas, y ante la dureza del sitio de París (como consecuencia de este muchos parisinos estaban muriéndose de hambre) el Gobierno de Defensa Nacional aceptó (en contra de los deseos de la población) negociar un armisticio en Versalles, para el que se envió al ministro de Asuntos Exteriores Jules Favre. Bismarck aceptó únicamente levantar el sitio a cambio de la entrega de varias fortalezas que eran claves en la defensa de París. El presidente Trochu dimitió y dos días después, el 25 de enero, Favre firmaba el armisticio definitivo (se cuenta que lloró al hacerlo). Gambetta intentó resistirse, pero tras un estrepitoso fracaso en Orléans, se rindió también.

## Resumen cronológico
- 16 de julio. El mariscal Bazaine es nombrado general del Ejército del Rin.
- 27 de julio. La emperatriz Eugenia es nombrada regente.
- 28 de julio. Napoleón III de Francia, acompañado por el príncipe imperial, de quince años, llega a Metz para tomar el mando del ejército.
- 2 de agosto. Combates en Saarbrücken en los que participa el príncipe. Los franceses ocupan el Sarre.
- 4 de agosto. En Wissembourg se libra la primera batalla, que termina con la retirada de las tropas francesas.
- 6 de agosto. Batalla de Froeschwiller-Woerth, en la que el III ejército prusiano derrota a los franceses. La división del general Frossard es vencida en Forbach.
- 12 de agosto. Napoleón III, enfermo, deja al mariscal Aquiles Bazaine al mando del ejército.
- 16 de agosto. Batalla de Mars-la-Tour, en Mosela. El ejército de Mac-Mahon se repliega a Châlons.
- 18 de agosto. Batalla de Saint-Privat-la-Montagne al noroeste de Metz, donde las tropas del mariscal Bazaine sufren una derrota que las deja sin ninguna posibilidad de salir de Metz. Batalla de Loigny, donde el I ejército es derrotado.
- 25 de agosto. Mac-Mahon pasa a la ofensiva con 140 000 soldados.
- 30 de agosto. El ejército de Mac-Mahon es vencido en la batalla de Beaumont y se retira a Sedán.
- 31 de agosto. Dos ejércitos prusianos con 240 000 hombres y 700 cañones, bajo las órdenes del príncipe real de Prusia, consiguen acorralar a las tropas francesas de Mac-Mahon.
- 1 de septiembre. Mac-Mahon es herido, el general de Wimpffen toma el mando. Francia es derrotada por el ejército del mariscal Helmuth von Moltke en la batalla de Sedán.
- 2 de septiembre. Napoleón III es hecho prisionero. De Wimpffen ordena la rendición de la ciudad.
- 3 de septiembre. Firma del acta de rendición en el palacio de Bellevue.
- 4 de septiembre. Napoleón III es llevado en cautividad a Wilhelmshöhe, cerca de Kassel. Proclamación en París de la Tercera República Francesa y creación de un Gobierno de Defensa Nacional.
- Las tropas prusianas cercan París, que se niega a capitular y no entrega la capital.
- 28 de enero de 1871. El Gobierno de Defensa Nacional, bajo la presidencia de Jules Trochu, firma el armisticio que pone fin a los combates.

## Consecuencias

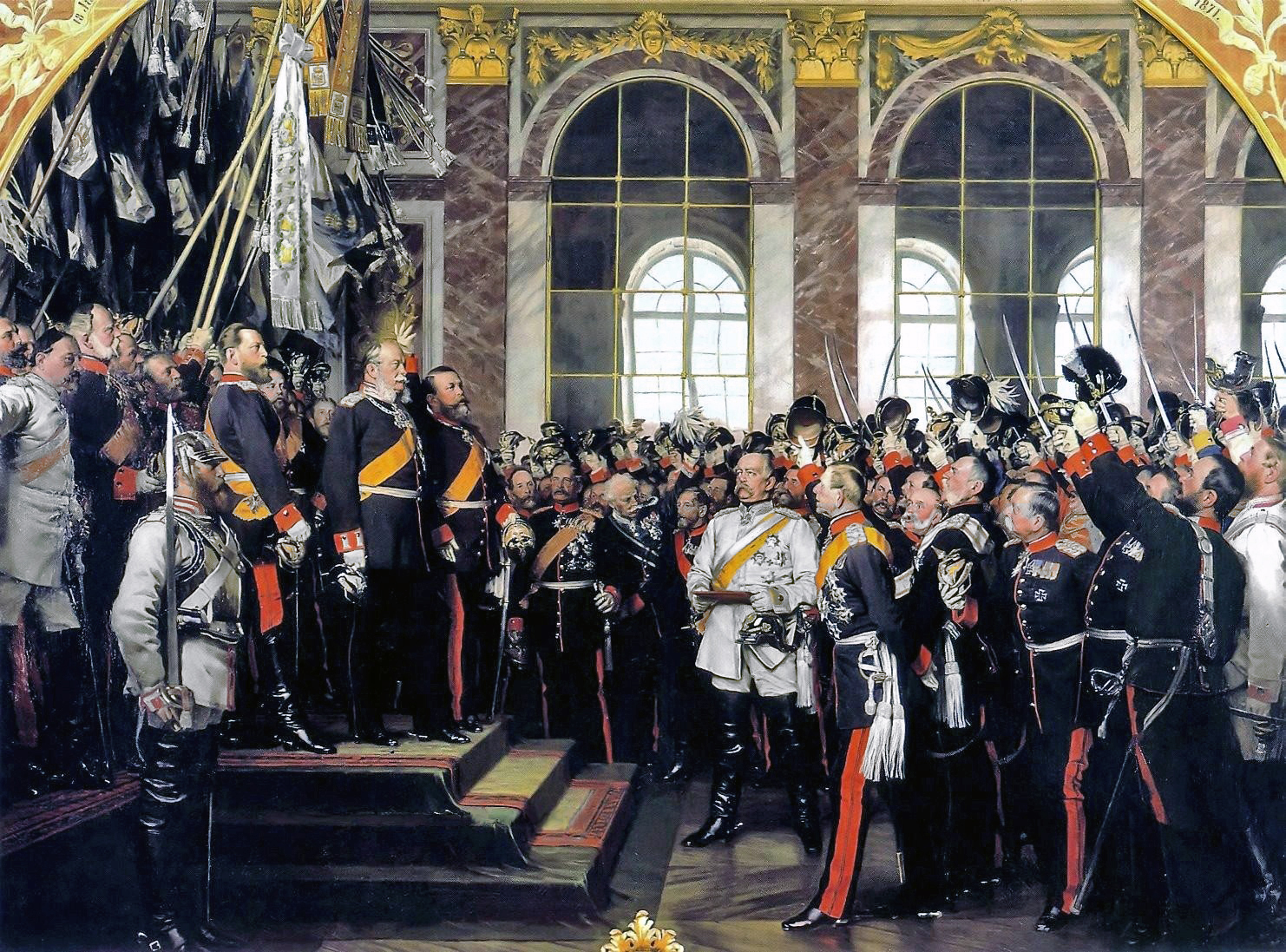
El Imperio alemán, y Guillermo I como su káiser, es proclamado en el palacio de Versalles.

El 18 de enero de 1871, Guillermo I fue proclamado emperador (káiser) en la Galería de los Espejos del palacio de Versalles (cerca de París) y con ello se completó la unificación alemana.
En realidad, este conflicto fue aprovechado por el reino de Prusia para concretar la unificación alemana formando el Imperio alemán, desde luego en torno a Prusia, que agruparía a diversos y minúsculos estados alemanes que nunca habían podido cohesionarse, tanto durante como después de la vigencia del Sacro Imperio Romano Germánico.
Por el Tratado de Fráncfort, Bismarck impuso una dura paz a Francia: le fueron arrebatadas las provincias de Alsacia y Lorena, ricas en minas de carbón y de hierro, además de imponérsele el pago de grandes sumas de dinero en concepto de reparaciones de guerra.
Bismarck creó la Triple Alianza (1882), compuesta por Prusia, Austria-Hungría e Italia. En oposición a este bloque, Francia formó la denominada Alianza Dual con Rusia, y en 1904 Gran Bretaña y Francia crearon la Entente cordiale, que llegó a convertirse en la Triple Entente: Francia, Gran Bretaña y Rusia.
En lo sucesivo, el naciente Imperio alemán disputaría a Francia, al Imperio ruso, y a la decadente Austria-Hungría la primacía en el continente europeo. Además se erigiría en rival económico de otras potencias europeas, incluyendo al rico y extenso Imperio británico.
El arrebato de las provincias de Alsacia y Lorena generó un gran resentimiento en Francia. Estas tensiones estallarían décadas más tarde en la Primera Guerra Mundial, que con la derrota alemana serían devueltas a Francia.